# Viliam Schmidt
Viliam Schmidt (13. února 1925 – ???) byl slovenský a československý politik Komunistické strany Slovenska a poúnorový poslanec Národního shromáždění ČSR.

## Biografie
Ve volbách roku 1954 byl zvolen za KSS do Národního shromáždění ve volebním obvodu Prievidza. V parlamentu setrval až do konce funkčního období, tedy do voleb roku 1960. K roku 1954 se profesně uvádí jako předseda závodní rady v handlovských dolech.